# Owlpen
Owlpen è un villaggio e parrocchia civile dell'Inghilterra, appartenente alla contea del Gloucestershire.